# Lauryn Hill

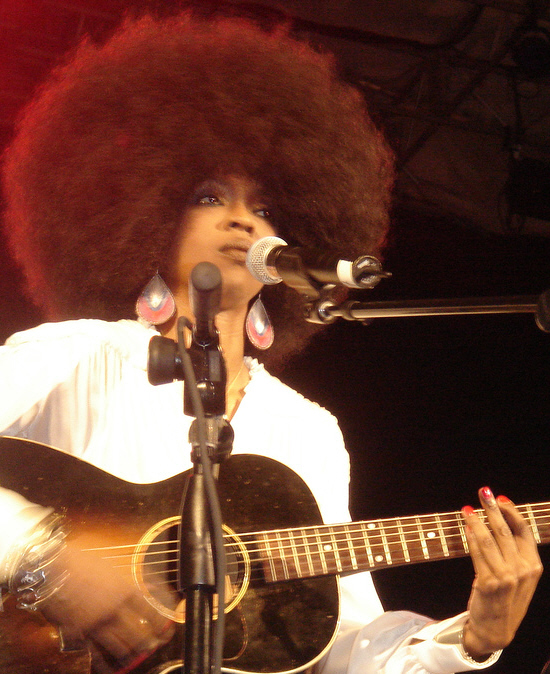
Lauryn Hill vid en konsert i Central Park 2005.

Lauryn Hill, född 26 maj 1975 i Newark i New Jersey, är en amerikansk sångare, musiker, rappare, musikproducent och skådespelare.
Under mitten av 1990-talet var hon med i hiphoptrion Fugees, tillsammans med Wyclef Jean och Pras. Sedan sent 1990-tal är hon soloartist och har fått stor uppmärksamhet som rappare, R&B- och soulsångerska. Senast Lauryn Hill spelade i Sverige var i oktober 2024. 

## Biografi

### Fugees
Lauryn Hill växte upp i South Orange i New Jersey, inte långt från New York, i en familj där musiken var central.  Lauryn Hills barndomsidol var soulsångerskan Aretha Franklin.
Under tiden i high school började Hill sin bana som artist i hiphopgruppen Fugees som hon bildade 1987 (då under namnet Tranzlator Crew) tillsammans med kusinerna Wyclef Jean och Pras. Fugees tecknade skivkontrakt med Columbia Records 1993, när Lauryn Hill var 18 år. 1994 släpptes debutalbumet Blunted on Reality, och två år senare, 1996, kom det stora genombrottet med albumet The Score som har sålts i över 17 miljoner exemplar. Albumet innehåller singlarna Ready or not och Fu-gee-la och samt versioner av Killing Me Softly och Bob Marley & The Wailers No Woman, No Cry. The Score hamnade som bäst tvåa på svenska albumlistan, medan den låg etta i flertal andra europeiska länder.
1997 splittrades Fugees. Lauryn Hill medverkade när gruppen återförenades en kort period 2004. Fugees splittrades 2006 på nytt eftersom bandmedlemmarna inte kom överens.

### Solokarriär
Lauryn Hill släppte 1998 sitt debutalbum som soloartist, The Miseducation of Lauryn Hill, som rönte stor framgång hos både publik och kritiker. Lauryn stod själv som producent. Albumet innehåller bland andra singlarna "Doo Wop (That Thing)", "Ex-Factor", "Everything Is Everything" och "To Zion". Albumet blev hyllat och belönades med fem Grammys av tio nomineringar, bland annat för Årets album och Bästa nykomling.
Sångerskan Mary J. Blige kallade The Miseducation... för "ett av de bästa album som någonsin gjorts" ("one of the most incredible albums ever made").
Den mediala uppståndelsen blev stor efter solodebuten 1998. Lauryn Hill drog sig tillbaka från rampljuset och undvek media helt under ett antal år. 2002 släppte hon sin andra soloskiva, MTV Unplugged No. 2.0, som är en samling "djupt personliga låtar" hon framför med enbart akustisk gitarr och sång. Skivan blev väl mottagen men skapade inte samma hysteri som solodebuten The Miseducation...
Det har länge ryktats om att Lauryn Hill kommer att släppa ett uppföljande studioalbum till debutalbumet. När det blev klart att hon satsade på en världsturné 2012 fick spekulationerna ny fart.

## Skådespeleri
1993 spelade Lauryn Hill rollen som Rita Watson i filmen En värsting till syster 2  (Sister Act 2: Back in the Habit) med Whoopi Goldberg i huvudrollen. Filmen regisserades av Bill Duke och var en uppföljare på En värsting till syster från året innan. Hill har också medverkat i ett antal tv-serier, som den amerikanska långköraren As the World Turns.

## Familj
1997 fick Lauryn Hill sitt första barn tillsammans med pojkvännen Rohan Marley, som är son till reggaelegendaren Bob Marley. På albumet The Miseducation... finns spåret To Zion som är en hyllning till förstfödde sonen Zion David. Lauryn Hill och Rohan Marley har fem barn tillsammans; paret separerade 2009. Den 23 juli 2011 födde Lauryn Hill sitt sjätte barn.

## Diskografi

### Studioalbum
- 1998 – The Miseducation of Lauryn Hill

### Livealbum
- 2002 – MTV Unplugged No. 2.0